# 뤼도비크 파브레가스
뤼도비크 파브레가스(프랑스어: Ludovic Fabregas, 1996년 7월 1일~)는 프랑스의 핸드볼 선수로 포지션은 피벗이다. 현재 헝가리 핸드볼 리그의 베스프렘 KC 소속으로 뛰고 있다. 프랑스 국가대표팀의 일원이며, 2020년 하계 올림픽에서 금메달을 획득했다.